# 新瓦西里夫斯凯 (波洛希区)

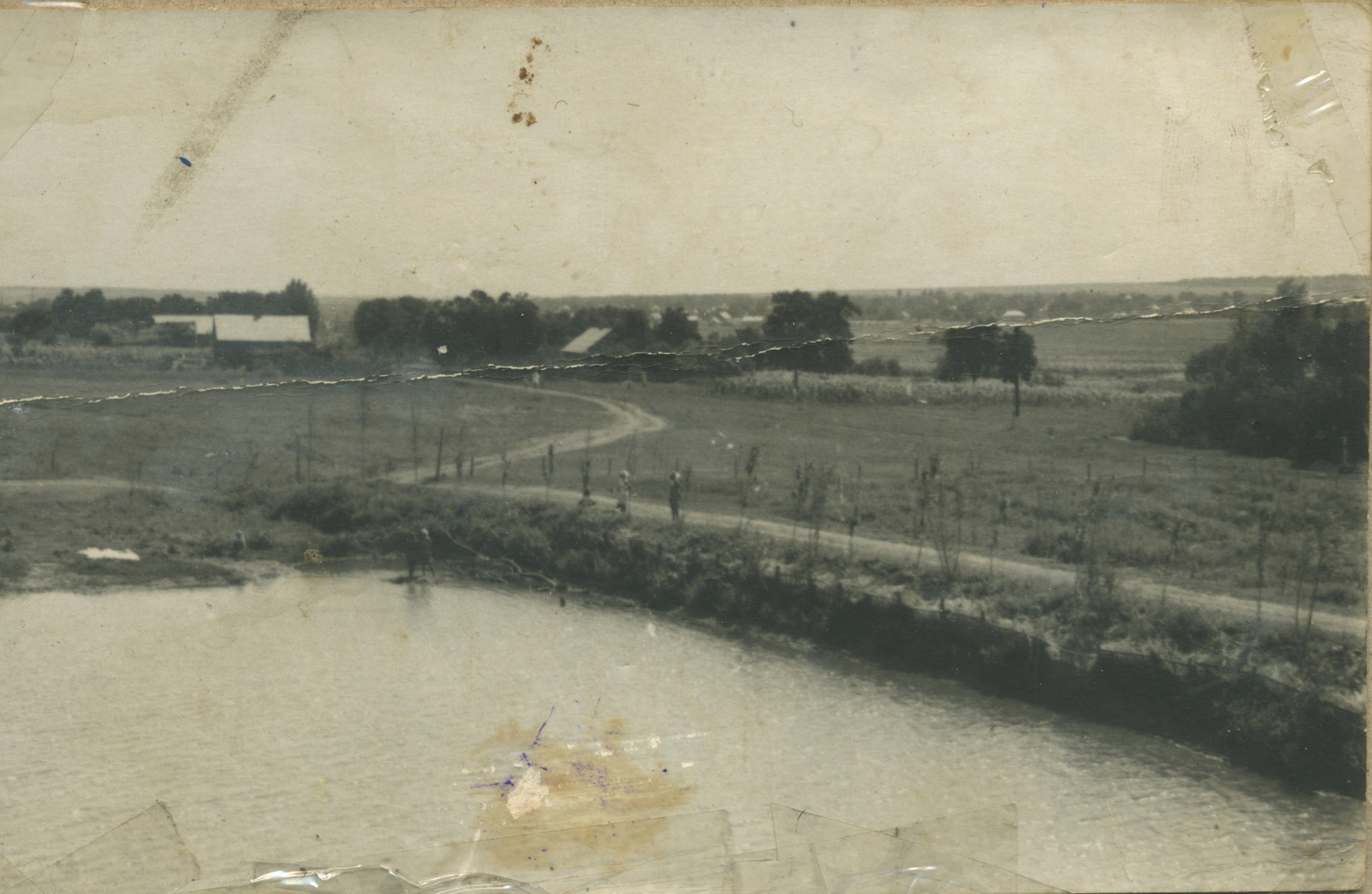
新瓦西里夫斯凱

47°46′41″N 36°25′57″E / 47.77806°N 36.43250°E
新瓦西里夫斯凱（烏克蘭語：Нововасилівське）是位於烏克蘭東南部的村莊，由扎波羅熱州波洛希區的胡利亚伊波莱市镇負責管轄。該村面積0.35平方公里，海拔高度97米，2001年人口73，人口密度每平方公里211人。